# 明石市立林小学校
明石市立林小学校（あかししりつ はやししょうがっこう）は、兵庫県明石市林崎にある公立小学校である。2022年度（令和4年度）現在の児童数は 540名となっている。

## 概要
1873年（明治6年）6月9日に創立された学校で、兵庫県明石市林崎1丁目に位置しており林崎漁港まで南に直線距離で300メートルと近い。播磨灘から明石海峡大橋が望める。
林崎漁港を中心に漁村が発展した市街地で、マンション等の新興住宅や病院、郵便局、税務署、警察署などの施設が充実している。夏には林崎・松江海岸に多くの海水浴客が訪れる。また、キリシタン大名の高山右近が城主を務めた「船上城址」の史跡が明石警察署近くに残っている。

## 沿革
- 1873年（明治6年）6月9日 - 琢磨小学校、維林小学校創立。
- 1876年（明治9年）3月 - 琢磨小学校と維林小学校が合併し、維林小学校となる。
- 1900年（明治33年）3月 - 林崎第一尋常小学校と改称。
- 1939年（昭和14年）4月 - 林尋常高等小学校と改称。
- 1942年（昭和17年）2月 - 林崎村と明石市が合併し、明石市林国民学校と改称。
- 1946年（昭和21年）4月 - 明石市立林小学校と改称。
- 1977年（昭和52年）3月31日 - 鉄筋校舎が完成。
- 1992年（平成4年）12月14日 - 大規模改造工事が完了。
- 1998年（平成10年）3月9日 - 体育館竣工。
- 1999年（平成11年）6月7日 - プール竣工。
- 2007年（平成19年）12月11日 - 耐震工事が完了。

## 通学区域
- 明石市
  - 南王子町（一部）、硯町2丁目～3丁目、田町1丁目～2丁目、新明町、船上町、立石1丁目～2丁目、林崎町1丁目～2丁目、林1丁目～3丁目[2]。

## 進学先中学校
- ほとんどの児童は明石市立衣川中学校へ進学するが、国私立中学校へ進学する児童もいる[2]。

## 周辺
- 明石市立林幼稚園
- 明石警察署
- 大阪国税局 明石税務署
- 林崎漁港
- 兵庫県道718号明石高砂線

## 交通
- 山陽電鉄西新町駅から西へ850メートル、林崎松江海岸駅から東へ730メートル
- 明石駅より南4番・神姫バス 林小学校前バス停下車

## 通学区域が隣接している学校
- 明石市立大観小学校
- 明石市立王子小学校
- 明石市立貴崎小学校
- 明石市立藤江小学校